# 491 aC
El 491 aC va ser un any del calendari romà pre-julià. A l'Imperi Romà es coneixia com l'any del consolat d'Atratí i Augurí (o també any 263 ab urbe condita). La denominació 491 aC per a aquest any s'ha emprat des de l'edat mitjana, quan el calendari Anno Domini va ser el mètode prevalent a Europa per a anomenar els anys.

## Esdeveniments

### Grècia
- Darios I el Gran, envia a totes les ciutats greges un missatge: «terra i aigua», (γῆ καί ὕδωρ 'ge kai hydor') que s'utilitza per indicar la demanda dels perses a les ciutats o a les persones que s'havien de rendir. No obstant Atenes i Esparta s'hi neguen.[2]
- Cleòmenes I, rei d'Esparta, conspira per destronar Demarat, l'altre rei espartà, que havia iniciat una revolta a Egina. Es va aliar amb Leotíquides i junts van deposar Demarat al·legant una decisió de l'oracle de Delfos que havia donat la pítia Periala. Llavors Leotíquides i Cleòmenes van anar a Egina, van agafar ostatges i els van entregar als atenencs. Però en tornar a Esparta es va descobrir que l'oracle pel qual Demarat havia estat deposat estava manipulat, i va marxar a Tessàlia per evitar les conseqüències.[3]

### República Romana
- Aulus Semproni Atratí i Marc Minuci Augurí són elegits cònsols a Roma.
- Aquell any hi ha una gran fam a Roma, i Atratí va ser l'encarregat de comprar gra. Augurí, va ser un dels defensors de Coriolà, que va ser jutjat aquell any, però no en va aconseguir l'absolució.[4]
- Coriolà va demanar de no repartir el gra que s'havia comprat a Sicília, entre els plebeus a menys que renunciessin als seus tribuns. Aquesta actitud li va costar un judici, que el va condemnar a desterrament, i es va refugiar al territori dels volscs, oferint els seus serveis contra Roma.[5]

### Sicília
- Hipòcrates, el tirà de Gela, organitza una expedició contra els sículs i assetja la ciutat d'Hibla Menor. Mor durant el setge.[6]
- Enesidem, a qui Hipòcrates va fer tirà de Leontins, probablement va cessar d'aquest càrrec a la mort d'Hipòcrates.[7]
- A la mort d'Hipòcrates, el poble de Gela es va revoltar contra els fills del tirà. Geló es va posar inicialment al costat dels joves prínceps i va derrotar els rebels, però aprofitant les circumstàncies va conservar el poder per a si mateix.[8]

## Necrològiques
- Hipòcrates, tirà de Gela.[6]